# UMAMI COLA
UMAMI COLA（うまみコーラ）は、日本のクラフトコーラのひとつ、およびその製造企業である。
世界で一番体に良いクラフトコーラとして、病にかかってから治療をするのではなく、病にかかりにくい体を作り健康を維持する「予防医学」の観点から開発された。
清涼飲料にナチュラルエナジードリンクという新たなカテゴリを作るべく、UMAMI COLA株式会社を設立。
現在の日本のクラフトコーラブームの火付け役の存在と言われている。

## 誕生の経緯
2018年にUMAMI COLAの生みの親である山田貴久（やまだたかひさ）は、家族全員が呼ばれる程の重度の膵炎により緊急入院し、以来アルコール飲料がドクターストップになった。グルメでもあった彼は、その後様々な料理店へ行き、店で飲めるノンアルコールドリンクの選択肢の少なさに気づいた。。
ある日、彼は友人である加納義浩と飲みに行き、そこで健康志向である加納がコーラを飲んでいることに驚いて理由を尋ねると、「コーラで癌を治療できるかを研究していた」「コーラは元々は薬剤師が作った健康的な飲料だった」ということを聞く。ノンアルコールドリンクの種類が少ないことに物足りなさを感じていた山田は新しい飲み物を作ろうと提案し、そこから予防医学を意識したコーラを作る計画が始まった。
開発するにあたり、元生物系研究者である加納がこだわったのは甘味料で、「人工甘味料を使わない」「ブドウ糖を使う」「果糖よりブドウ糖を多く使う」の3つだった。
そうして出来上がったUMAMI COLAは、ES細胞やiPS細胞などの「幹細胞」を維持するために重要な組み合わせである「ブドウ糖とグルタミン酸」が含まれたものとなり、結果的に「幹細胞」にも配慮されたクラフトコーラができたのではと加納は語っている。
UMAMI COLAの主要な原料4種類のうち一つに甘酒があるが、その甘酒は八海山（八海醸造）の米麹から作られた甘酒である。
渋谷の道玄坂で伊良コーラ、ともコーラ、UMAMI COLAでペプシチャレンジ（ブランドを伏せた飲み比べ）を行い、95%以上の大差で支持を得たことから商品化が決定する。
2022年7月にクラウドファンディングを行い、上限3000万円の支援を15時間で集め完売。クラフトコーラ史上最高額を記録。
2023年1月、国際クラフトコーラ連盟（FICA）が設立され、山田が初代の理事長に任命される。

## 名前の由来
うま味成分と言われる「グルタミン酸」が商品に含まれており、
世界にもこの体に良いクラフトコーラを発信していきたいという理由で、日本語がそのまま英語でも使われている「UMAMI」を使用した。

## 商品

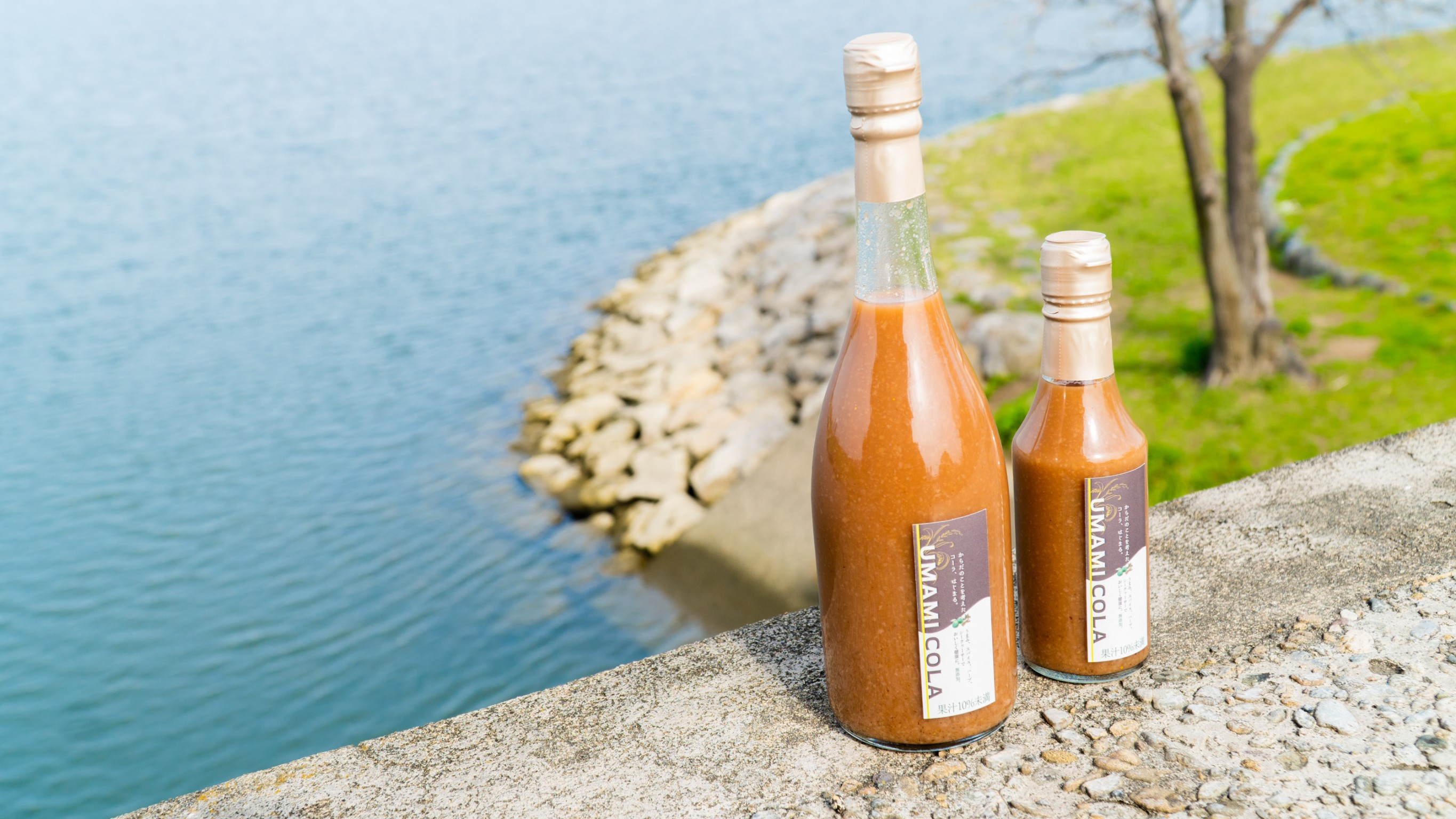
UMAMI COLA 250ml 720ml

UMAMI COLAには健康に良いとされる、麹甘酒、エルダーフラワー、トゥルシー（ホーリーバジル）、シークヮーサーが4大原料として使われている。
シロップは瓶詰め商品として2021年4月3日（うまみの日）に販売された。250mlと720mlの2種類があり、飲食店で提供しているお店もある。
2021年12月、日本独自の精神である“おもてなし”の心から生まれた「世界に発信したい“日本ならでは”の魅力にあふれている」商品としてOMOTENASHI Selection（おもてなしセレクション）受賞。

## メディア出演
- ノンストップ!（2021年4月1日、フジテレビ） - 今週のハツモノで紹介。
- スッキリ (テレビ番組)（2021年10月21日、日本テレビ）
- KinKi Kidsのブンブブーン（2021年6月5日、日本テレビ）
- NHKワールド JAPAN（2022年2月4日）
- 日経新聞
- ELLE
- TRANSIT
- Yahoo!ニュース
- デイリー新潮
- Discover Japan
- マツコの知らない世界（2022年4月26日、TBS）
- MOTIVE!!（2022年6月3日、BAYFM、DJ：安東弘樹＆宮島咲良）
- IMALUの「でぃぐらじ」（2022年6月10日、FMヨコハマ(84.7MHz)「Tresen Friday」内番組）
- 松本幸四郎が沼る！！（2022年7月15日(金) 22:30 - 23:00、BS松竹東急）